# 梅園町 (岡崎市)
梅園町（うめぞのちょう）は、愛知県岡崎市の町名である。

## 地理
岡崎市のやや西に位置する。主に住宅地を形成している。7個の小字を持つ。梅園町1丁目、梅園町2丁目、梅園町3丁目があるが、これらは厳密には丁目ではなく小字であり、正式には梅園町字1丁目、梅園町字2丁目、梅園町字3丁目と表記される。

### 小字
- 字1丁目（いっちょうめ）
- 字2丁目（にちょうめ）
- 字3丁目（さんちょうめ）
- 字白雲（しらくも）
- 字寺裏（てらうら）
- 字虎石（とらいし）
- 字山添（やまぞえ）

## 世帯数と人口
2019年（令和元年）5月1日現在の世帯数と人口は以下の通りである。
| 町丁   | 世帯数  | 人口    |
| ------ | ------- | ------- |
| 梅園町 | 651世帯 | 1,515人 |

### 人口の変遷
国勢調査による人口の推移
| 1995年（平成7年）  | 1,677人 | [ 5 ] |  |
| 2000年（平成12年） | 1,540人 | [ 6 ] |  |
| 2005年（平成17年） | 1,406人 | [ 7 ] |  |
| 2010年（平成22年） | 1,416人 | [ 8 ] |  |
| 2015年（平成27年） | 1,497人 | [ 9 ] |  |

## 学区
市立小・中学校に通う場合、学区は以下の通りとなる。
| 番・番地等 | 小学校             | 中学校             | 高等学校 |
| ---------- | ------------------ | ------------------ | -------- |
| 全域       | 岡崎市立梅園小学校 | 岡崎市立甲山中学校 | 三河学区 |

## 歴史
明阿が開いた総持尼寺が、江戸時代に寺領としていた岡崎杉本町および岡崎八軒町の2町が1878年に合併して誕生した額田郡梅園村の一部を前身とする。

### 沿革
- 1878年（明治11年）12月28日 - 岡崎杉本町・岡崎八軒町および岡崎裏町の一部が合併し、梅園村となる[11]。
- 1889年（明治22年）10月1日 - 町村制施行に伴い、岡崎横町・岡崎亀井町・岡崎久右衛門町・岡崎魚町・岡崎康生町・岡崎材木町・岡崎十王町・岡崎松本町・岡崎上肴町・岡崎伝馬町・岡崎田町・岡崎唐沢町・岡崎島町・岡崎投町・岡崎能見町・岡崎八幡町・岡崎板屋町・岡崎福寿町・岡崎門前町・岡崎祐金町・岡崎裏町・岡崎両町・岡崎連尺町・岡崎六地蔵町・岡崎籠田町・菅生村・中村・梅園村・八帖村・六供村が合併し、岡崎町大字梅園となる[11]。
- 1916年（大正5年）7月1日 - 市制施行に伴い、岡崎市大字梅園となる[12]。
- 1917年（大正6年）7月1日 - 梅園町に改称[12]。
- 1957年（昭和32年）11月15日 - 一部が亀井町1～2丁目・花崗町1丁目となる[12]。

## 施設
- 岡崎市立梅園小学校（校庭の一部）
- 岡崎市立梅園こども園
- 岡崎市中央地域福祉センター
- 梅二公民会館
- 真宗大谷派岡崎教務所
- 宝福寺
- 千祥寺
- 東林寺
- 春谷寺
- 誓願寺
- 黄梅園辨財天社
- 佐鳴予備校 梅園校

## 交通

### 道路
- 愛知県道477号東大見岡崎線
  - モダン道路

### バス
- 名鉄バス
  - 大樹寺線
  - 岡崎線
  - 岩中線
- まちなかにぎわいバス
  - 南北ルート

## ギャラリー
- 岡崎市中央地域福祉センター
- 宝福寺
- 春谷寺
- 梅園町1丁目の長い階段
- 梅園町1丁目の長い階段

## その他

### 日本郵便
- 郵便番号 : 444-0031[3]（集配局：岡崎郵便局[13]）。

## 参考資料
- 「角川日本地名大辞典」編纂委員会 編『角川日本地名大辞典 23 愛知県』角川書店、1989年3月8日。ISBN 4-04-001230-5。
- 有限会社平凡社地方資料センター 編『日本歴史地名大系第23巻 愛知県の地名』平凡社、1981年。ISBN 4-582-49023-9。
- 新編岡崎市史編さん委員会 編『新編岡崎市史 総集編 20』1993年。